# Schillereiche Loschwitz
Die Schillereiche Loschwitz ist ein Gedenkbaum für Friedrich Schiller neben dem Schillerhäuschen im Dresdner Stadtteil Loschwitz.

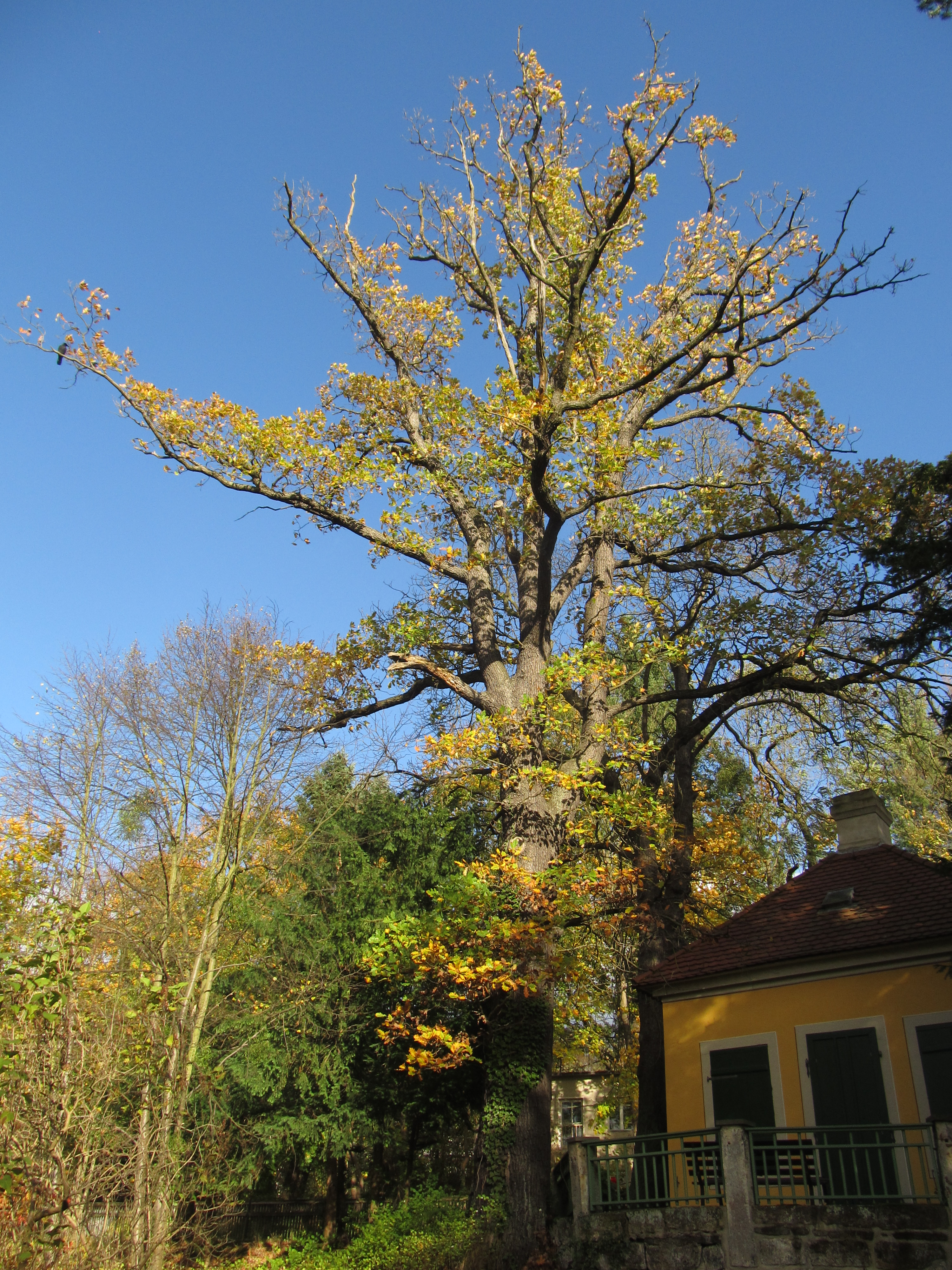
Schillereiche am Schillerhäuschen

Der Mäzen Christian Gottfried Körner, bei dessen Familie Schiller zwei Jahre lang lebte, erwarb 1785 in Loschwitz einen Sommerwohnsitz, zu dem das heutige Schillerhäuschen als Gartenhäuschen gehörte. Der Baum wurde aus Anlass von Schillers 50. Todestag im Mai 1855 und als Zeichen seines Wirkens in Loschwitz nördlich neben dem Schillerhäuschen gepflanzt. Eine damals ebenfalls gepflanzte Körnerlinde hat die Zeit nicht überdauert. Das Gartenareal der Villa Mont Pleasant in der Schillerstraße mit Schillereiche und Schillerhäuschen steht als Kulturdenkmal unter Schutz.

## Geschichte
Friedrich Schiller, der am 9. Mai 1805 in Weimar starb, hatte 1785 bis 1787 bei Familie Körner in Dresden gelebt und die Sommermonate auf dem Loschwitzer Sommersitz der Familie verbracht. In jener Zeit schrieb er das Drama Don Karlos, Infant von Spanien. Angesichts des bevorstehenden 50. Todestags regte der Dichter Julius Hammer am 21. April 1855 in der Constitutionellen Zeitung eine Gedenkfeier an. Zudem sollte Loschwitz ein äußeres Zeichen zur Erinnerung an Schillers Anwesenheit erhalten. In einem weiteren Artikel regte er die Gründung einer Schillerstiftung an.

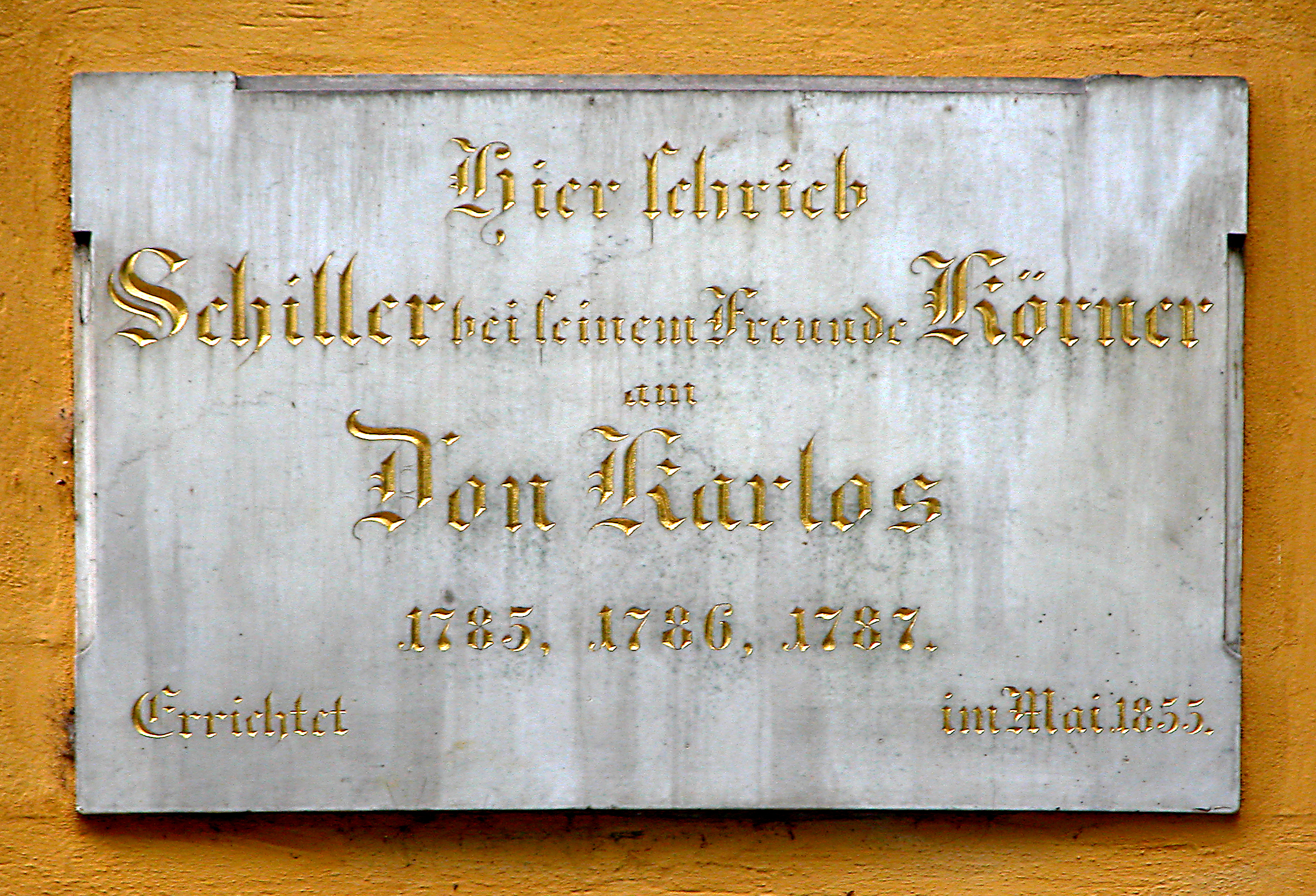
Gedenktafel am Schillerhäuschen

Am Donnerstag, den 10. Mai 1855 fuhr ein festlich geschmücktes Dampfschiff am Nachmittag von Dresden nach Loschwitz, 2 weitere Dampfschiffe mit Festteilnehmern folgten. Im Festzug zum Schillerhäuschen gingen die Kinder des Dorfes vorweg. Der Dichter Wilhelm Wolfsohn hielt eine Festrede und es wurde eine von Steinmetzmeister Uhlemann unentgeltlich gewidmete Marmortafel an der Nordseite des Schillerhäuschens enthüllt. Sie trägt die Aufschrift:
Hier schrieb

Schiller bei seinem Freunde Körner

am

Don Karlos

1785, 1786, 1787.

Errichtet im Mai 1855.
Nach einer Rede des Schriftstellers Karl Gutzkow pflanzten der Landgerichtsdirektor und Hofrat Carl Ferdinand Damm sowie der Kreisdirektor Heinrich Ferdinand Müller zwei Gedenkbäume im Garten, unmittelbar zu den Seiten des Schillerhäuschens – Schillereiche und Körnerlinde.
Berthold Auerbachs Schlussrede galt der Anregung zur weiteren Beteiligung an der geplanten Schillerstiftung. Anschließend trugen sich die Anwesenden in dem Schiller-Album ein, das der Publizist und frühere Landtagsabgeordnete Ludwig Siegel widmete. Einem Konzert schloss sich der gesellige Teil in den öffentlichen Gärten von Blasewitz und Loschwitz an, bevor es am Abend mit den Schiffen zurück nach Dresden ging.
Mit Julius Hammer, Wilhelm Wolfsohn, Berthold Auerbach und Karl Gutzkow waren die maßgeblichen Gründer der Deutschen Schillerstiftung bei dieser Feier beteiligt.